# Sphenometopa stelviana
Sphenometopa stelviana is een vliegensoort uit de familie van de dambordvliegen (Sarcophagidae). De wetenschappelijke naam van de soort is voor het eerst geldig gepubliceerd in 1891 door Friedrich Moritz Brauer en Julius Edler von Bergenstamm.